# Институт чёрной металлургии НАН Украины
Институт чёрной металлургии имени Зота Ильича Некрасова НАН Украины — научно-исследовательский центр чёрной металлургии Украины в г. Днепр, является институтом Национальной академии наук Украины и головной научной организацией отрасли по основным проблемам металлургического производства. Имел филиал в Новокузнецке (с 1981 по 1991 годы), позже институт — Восточный институт чёрной металлургии, а также лабораторию в Мариуполе.
Основан 16 ноября 1939 года.

## История
В 1954 году лаборатория металлофизики была преобразована в Институт металлофизики имени Г. В. Курдюмова НАН Украины.
С 1961 по 1991 находился в подчинении у Минчермета СССР.
В 1964 году на базе лаборатории прочности был создан институт металлокерамики и спецсплавов, позже преобразованный в Институт проблем прочности имени Г. С. Писаренко НАН Украины.
В 1981 году был создан филиал института в городе Новокузнецк. В 1991 году филиал института в Новокузнецке стал самостоятельным институтом. Восточный институт чёрной металлургии ликвидирован в 2002 году.

## Современное состояние
В настоящее время в состав Института входит 11 научных отделов и ряд функциональных подразделений, обеспечивающих научную и хозяйственную деятельность, в том числе экспериментально — производственное предприятие.
Направления фундаментальных и поисковых исследований:
- Физико-химия и термодинамика многокомпонентных металлических систем и жидкого состояния шлакометаллических расплавов;
- Научные основы формообразования железоуглеродистых сплавов и управления их структурой и свойствами;
- Исследования и разработка новых технологий, оборудования, систем управления в производстве чугуна, стали и проката;
- Научно-техническое сопровождение Программы развития горно-металлургического комплекса Украины.

Прикладные исследования и разработки Института направлены на решение насущных и перспективных проблем металлургического производства по всем переделам:
- Освоение технологических процессов на новых и реконструированных металлургических агрегатах;
- Ресурсосбережение и снижение энергоёмкости технологических процессов на всех стадиях металлургического производства;
- Повышение качества металлопродукции до уровня, соответствующего требованиям мировых стандартов;
- Расширение сырьевой базы отечественной чёрной металлургии с ориентацией на природные ресурсы Украины;
- Создание надёжного высокоэффективного металлургического оборудования и систем автоматического управления, повышение работоспособности машин и агрегатов;
- Разработка систем комплексного математического моделирования процессов, алгоритмов систем контроля, управления и обработки информации для использования в металлургическом производстве.

Эти исследования отвечают приоритетным направлениям развития горно-металлургического комплекса Украины и направлены на создание продукции, конкурентоспособной на мировом рынке.
Работает диссертационный совет по присуждению степени кандидата наук по специальностям: 05.03.05 Процессы, и машины обработки металлов давлением; 05.16.01 Металловедение и термическая обработка металлов; 05.16.02 Металлургия чёрных и цветных металлов и специальных сплавов. В институте проходят конференции «Наука и металлургия»
В помещении института расположен металлургический музей Украины.

## Сотрудники
- Шнееров, Яков Аронович — лауреат Сталинской премии, начальник мартеновского цеха Мариупольского металлургического завода имени Ильича до 1941, с 1949 заведующий сталеплавильным отделом ИЧМ.
- Товаровский, Иосиф Григорьевич — Доктор технических наук, профессор, академик Академии горных наук Украины, лауреат премии НАН Украины. С 1967 — по настоящее время — работа в Институте чёрной металлургии (ст. научный сотрудник, зав. лабораторией, вед. научный сотрудник).
- Бунин, Константин Петрович — академик АН УССР , специалист по металлографии.
- Кожевников, Сергей Николаевич — академик АН УССР, специалист по теории механизмов.
- Поляков, Николай Сергеевич — академик АН УССР, специалист по горному делу
- Стародубов, Кирилл Фёдорович — академик АН УССР , специалист по термической обработке стали.
- Чекмарёв, Александр Петрович — академик АН УССР , специалист по прокатному делу
- Доброхотов, Николай Николаевич — академик АН УССР, заведующий отделом металлургии стали.
- Радомысельский, Израиль Давидович — доктор технических наук, лауреат Государственной премии УССР (1973) и премии Совета Министров СССР в области науки (1981).